# 博扬·彼得罗夫
博扬·彼得罗夫（英语：Boyan Petrov，保加利亚语：Боян Петров，1973年2月7日—2018年5月（失踪）），是保加利亚动物学家和登山家，在索非亚国家自然历史博物馆工作。

## 成就
2014年5月20日，他成为第一位登上世界第三高峰干城章嘉峰（8586米）的保加利亚人，也是第一个在没有氧气的情况下攀登如此高度的糖尿病患者。7月23日，他攀登了布洛阿特峰（8047米）。2014年7月31日，他成为第一个攀登世界第二高峰乔戈里峰（8611米）的保加利亚人，也让他成为世界上第35位在100天内攀登3座8000米上高峰的人。他在8天内爬完布洛阿特峰和乔戈里峰，以此获得一项世界纪录。由于这些成就，登山传奇萊茵霍爾德·梅斯納爾对他进行视频欢迎。他的登山纪录片《3x8000》于2014年12月在保加利亚国家电视台播出。2017年9月29日下午01：00，他在没有补充氧气的情况下进行登上了道拉吉里峰（8167米）。
博扬·彼得罗夫是一名癌症幸存者和糖尿病患者。2008年，他在攀登阿尔卑斯山时摔断了腿。2009年，他在加舒尔布鲁木II峰下山途中中跌落在冰川裂缝中，一群西班牙登山者救了他。2013年，彼得罗夫因车祸再次腿部骨折。尽管如此，在接下来的一年里，他通过在伤腿上使用内固定器成功地登上干城章嘉峰、布洛阿特峰和乔戈里峰。在乔戈里峰下山途中，他在大本营遭遇严重的低血糖，失去意识，在波兰登山者的帮助下恢复。
2018年5月5日，博扬·彼得罗夫在攀登希夏邦马峰时失踪。对他的搜寻在5月16日停止。